# LéOparleur
LéOparleur est un groupe de musique français, faisant partie de la nouvelle scène française, originaire de Strasbourg, en Alsace.

## Biographie

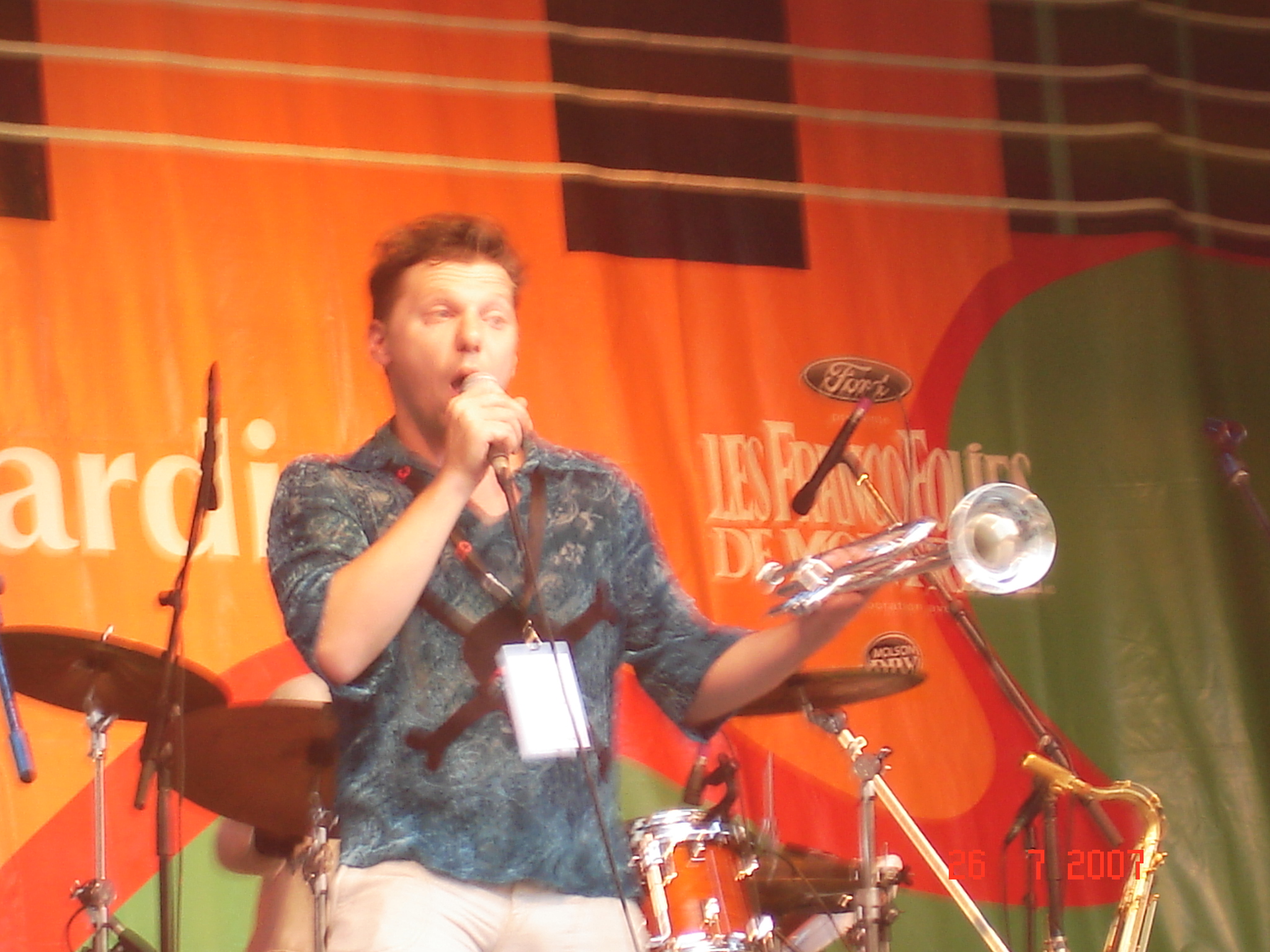
LéOparleur, aux FrancoFolies de Montréal, juillet 2007.

Le groupe est formé en 1992 par Joseph Oster et Simon Oster. Depuis son premier concert au bar L’esclave à Strasbourg le 13 mars 1992 ce groupe a donné plus de 365 concerts en France, Allemagne, Belgique, Suisse, Pays-Bas, Autriche et au Québec. Commençant par faire les tournées des bars puis des scènes nationales avec une musique rock et épicée, le groupe se définit comme faisant du Fonkadelickmethane, mélange de funk mâtiné de rock psychédélique. Par la suite et au gré de l’évolution de la formation la tendance devient plus chanson, les textes passent de l’Anglais au Français et les instruments deviennent plus acoustiques pour donner une musique que le groupe se plait à qualifier de disco-punk.
Le groupe sort son premier album en 1996, intitulé Fonkadelicmethane.
LéOparleur sort, en 2010, l'album Faut du rêve, leur dernier en date.

## Membres

### Membres actuels
- Joseph Oster — chant, guitare, trompette, programmation
- Maya Martinez — chant, saxophone, clarinette, trombone, castagnettes
- Simon Oster — chant, accordéon
- Adrien Geschickt — contrebasse, basse, chœurs, clarinette
- Jean Bernhardt — batterie, chœurs, programmation, trompette

### Membres occasionnels
- Yves Beraud — accordéon
- Jérémie Adolph « Rouki » — trombone
- Jean Lucas — trombone
- Rahim — guitare manouche
- Simon Pomarat — percussions
- Coline Linder — scie musicale, violon
- Philippe Aldaco « Pipo » — trompette
- Denis Leonhardt (Weepers Circus) — clarinette

### Anciens membres
- Grégory Pernet — contrebasse, chœurs
- Eddy Claudel — batterie, chœurs
- Frederic Willig — claviers, mélodica, didjeridoo
- Jimmy Braun — percussions
- Evy « Evymoon » — guitare basse, chœurs
- Julien Lang — chant, percussions, programmations
- Mamadoo M’Boa — chant, percussions
- Laura Andrei — chant
- Laurent Fischer — guitare
- Jansci Roth — percussions
- Fabrice Lemoine — guitare
- Tania Meslem — saxophone
- Hugues Bernaud — guitare basse
- Marine Ottolini — chant

Et aussi sont passés par là Alexandre George (Weepers Circus), Franck George (Weepers Circus), Marc Debrosses, Emmanuel During, Xavier Ottolini, Nikolaï Nikodos, Libério Edelmann ...

## Discographie
- 1996 : Fonkadelicmethane (Léoproduction, PIAS)
- 1997 : C le moment (Léoproduction, PIAS)
- 1999 : ¡Mas amor! (Léoproduction, PIAS)
- 2002 : Revoir la mer (Léoproduction, PIAS)
- 2006 : Tout ce qui brille (Léoproduction, PIAS)
- 2010 : Faut du rêve